# Gabriella Di Laccio
Gabriella Di Laccio é uma cantora soprano brasileira. Atua no gênero ópera-séria do Barroco e no repertório Clássico e Romântico. Sua carreira abrange ópera, oratório e música de câmara. Em 2018, foi escolhida como uma das 100 Mulheres (BBC) mais influentes e inspiradoras da mundo.

## Carreira
Gabriella Di Laccio nasceu em Canoas, Rio Grande do Sul e possui nacionalidades brasileira e italiana. Ela começou a sua carreira como cantora sob a orientação da soprano brasileira Neyde Thomas e se formou com distinção na Escola de Música e Belas Artes do Paraná (1991–1994). Ainda na faculdade, Di Laccio ingressou na Companhia de Ópera do Teatro Guaíra, e fez sua estreia profissional como Barbarina em As Bodas de Fígaro. Seu sucesso inicial continuou quando ela foi oferecida uma vaga como solista soprano no grupo de turnês da Camerata Antiqua de Curitiba, com o qual ela se apresentou extensivamente por muitos anos como solista. Em 2001 foi radicada na Inglaterra e continuou seus estudos no Royal College of Music de Londres, onde obteve diplomas de pós-graduação em Especialista em Música Antiga e Diploma de Performance em Ópera (2001–2004).
Seus papéis incluem Adina (L'elisir d'amore), Gilda (Rigoletto), Cleopatra (Giulio Cesare), Adele (Die Fledermaus), Despina (Così fan tutte), Zerlina (Don Giovanni), Susanna (As Bodas de Figaro), Semele (Handel), Musetta (La bohème) entre outros. As produções de ópera barroca incluem Platée de Rameau no Athens Concert Hall em Atenas, L'Orfeo de Monteverdi e Dido and Aeneas de Purcell no English Bach Festival em Londres.
Como intérprete do repertório barroco cantou com o Amaryllis Consort, Il Festino, Concerto Instrumentale, Di Profundis, Orquestra Barroca do Mercosul e o conjunto barroco Florilegium.
Di Laccio é também a fundadora e curadora da fundação de caridade Donne - Women in Music, que busca acabar com a desigualdade de gênero na indústria musical. Além disso, é presidenta e fundadora da Bravo Brazil - uma instituição de caridade que apoia a educação musical gratuita e ajuda crianças carentes do país.
Em 4 de março de 2013, ela foi premiada com o Classical Act of the Year 2012 no Latin-UK Awards patrocinado Air Europa da Espanha. Em 11 de novembro de 2016 lançou seu primeiro álbum solo Bravura.
Em 2018, Di Laccio foi eleita uma das 100 Mulheres da BBC como soprano e por sua contribuição através de Donne - Women in Music. No ano seguinte, participou da estreia da segunda temporada do quadro Mulheres Fantásticas exibido no Fantástico.
Em 2025, foi nomeada Membro da Excelentíssima Ordem do Império Britânico pela Família Real Britânica em reconhecimento à sua contribuição para a música e para luta pela igualdade de gênero.

## Prêmios
- 2001: Araucaria Foundation Scholarship Award (Brazil)[1]
- 2001: Peter Pears Prize, Royal College of Music[4][10]
- 2002: Richard III Prize for concert singers, Royal College of Music[4][10]
- 2013: Classical Act of the Year, Air Europa Lukas Award
- 2018: BBC 100 mulheres mais inspiradoras e influentes do mundo